# Saqr ibn Muhammad al-Qasimi

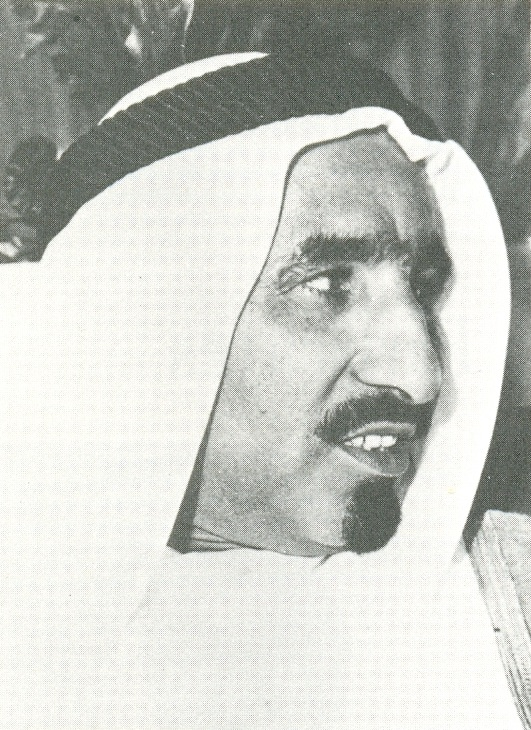
Saqr ibn Muhammad al-Qasimi

Scheich Saqr ibn Muhammad al-Qasimi (arabisch صقر بن محمد القاسمي, DMG Ṣaqr b. Muḥammad al-Qāsimī; auch: Sakr Bin Mohammed Al Kassimi * 9. April 1918 in Ra’s al-Chaima; † 27. Oktober 2010 ebenda) war der Herrscher des Emirats Ra’s al-Chaima.
Er regierte seit 1948 und war damit der am längsten regierende Emir in den Vereinigten Arabischen Emiraten. 
1958 ernannte er seinen ältesten Sohn Scheich Chalid ibn Saqr al-Qasimi zum Kronprinzen. Dieser übernahm im Jahr 1999 auch die Führung der Staatsgeschäfte, als sich Scheich Saqr aus gesundheitlichen Gründen aus dem Tagesgeschäft zurückzog.
Im Jahr 2003 wurde anstelle von Scheich Chalid der viertälteste Sohn von Scheich Saqr, Scheich Sa’ud ibn Saqr al-Qasimi (* 1956), zum Kronprinzen ernannt und führte seitdem die Staatsgeschäfte. Der bisherige Kronprinz, Scheich Chalid, fiel angeblich aufgrund seiner als zu liberal empfundenen Einstellung zu den Rechten der Frauen in Ungnade. Er verblieb jedoch in der Position als Stellvertreter des Herrschers.
Im Verlauf des Jahres 2010 verschlechterte sich der Gesundheitszustand Scheich Saqrs zusehends. Ab Ende April 2010 wurde er intensivmedizinisch behandelt. In dieser Zeit rangen seine Söhne Chalid und Sa'ud um die Nachfolge als Herrscher des Emirats.
Nach Scheich Saqrs Tod am 27. Oktober 2010 im Zayed-Hospital in Abu Dhabi wurde sein Sohn Sa’ud ibn Saqr al-Qasimi zum Herrscher Ra’s al-Chaimas ernannt.